# Golowkino
Golowkino (russisch Головкино, deutsch Nemonien, 1938–45 Elchwerder, litauisch Nemanynas) ist ein Fischerdorf an der Ostküste des Kurischen Haffs an der Mündung des Flusses Nemonien (russ. Nemonija) im Rajon Polessk in der russischen Oblast Kaliningrad. Der Ort gehört zur kommunalen Selbstverwaltungseinheit Stadtkreis Polessk.

## Geographische Lage
Golowkino liegt 17 Kilometer nördlich der Stadt Polessk (Labiau) an der Kommunalstraße 27K-147, die entlang der Küste des Kurischen Haffs bis nach Matrossowo (Gilge) verläuft. Dabei ist im Ort eine Pontonbrücke über den Nemonien zu überqueren. Ein direkter Bahnanschluss besteht nicht, der nächste Bahnhof ist in Polessk an der Bahnstrecke Kaliningrad–Sowetsk (Königsberg–Tilsit). Der Flughafen Kaliningrad (Königsberg) in Chrabrowo (Powunden) liegt etwa 80 Autokilometer entfernt und ist über die Regionalstraße 27A-024 (ex A190) und den Primorskoje Kolzo (Küstenautobahnring) mit direkter Flughafenanbindung zu erreichen.

## Ortsname
Der Name Nemonien ist prußisch.

## Geschichte

Nemonien, nordöstlich der Stadt Labiau am Südufer des Kurischen Haffs, auf einer Landkarte von 1910.

Am 9. April 1874 wurde das kleine Fischerdorf Nemonien Amtsdorf und namensgebend für einen neu errichteten  Amtsbezirk. Er bestand – nach Umbenennung in „Amtsbezirk Elchwerder“ am 25. August 1938 – bis 1945 und gehörte zum Kreis Labiau im Regierungsbezirk Königsberg der preußischen Provinz Ostpreußen. In Nemonien waren im Jahre 1910 insgesamt 1.065 Einwohner registriert. Ihre Zahl belief sich 1933 auf 1.051 und 1939 auf 1.043.
Im Jahre 1945 kam das am 3. Juni (mit amtlicher Bestätigung vom 16. Juli) 1938 in „Elchwerder“ umbenannte Dorf mit dem nördlichen Ostpreußen zur Sowjetunion und erhielt 1947 die russische Bezeichnung Golowkino. Gleichzeitig wurde der Ort Sitz eines Dorfsowjets im Rajon Polessk. Von 2008 bis 2016 war Golowkino Sitz einer Landgemeinde und gehört seither zum Stadtkreis Polessk.

### Amtsbezirk Nemonien/Elchwerder (1874–1945)
Bei seiner Bildung im Jahre 1874 gehörten zum Amtsbezirk Nemonien (ab 1938: Elchwerder) drei Landgemeinden. Am 1. Januar 1945 waren es noch zwei:
| Name                                          | Änderungsname 1938–1946 | Russischer Name | Bemerkungen                                                                 |
| --------------------------------------------- | ----------------------- | --------------- | --------------------------------------------------------------------------- |
| Groß Friedrichsgraben II, ab 1918: Ludendorff |                         |                 |                                                                             |
| Juwendt                                       | Möwenort                | Rasino          | 1939 in die Gemeinde Ludendorff eingegliedert                               |
| Nemonien                                      | Elchwerder              | Golowkino       |                                                                             |
| ab 1935: Alt Heidendorf                       | Heidendorf              | Rasino          | bis 1935: Amtsbezirk Pfeil. - 1939 in die Gemeinde Ludendorff eingegliedert |

Im Jahre 1945 bildeten nur noch die Gemeinden Elchwerder und Ludendorff den Amtsbezirk.

### Golowkinski selski Sowet/okrug 1947–2008
Der Dorfsowjet Golowkinski selski Sowet (ru. Головкинский сельский Совет) wurde im Juni 1947 eingerichtet. Nach dem Zerfall der Sowjetunion bestand die Verwaltungseinheit als Dorfbezirk Golowkinski selski okrug (ru. Головкинский сельский округ). Im Jahr 2008 wurden die verbliebenen Orte des Dorfbezirks in die neu gebildete Landgemeinde Golowkinskoje selskoje posselenije übernommen.
| Ortsname                              | Name bis 1947/50 | Bemerkungen |
| ------------------------------------- | --- | --- |
| Golowkino (Головкино)                 | Nemonien, 1938–1945: „Elchwerder“ | Verwaltungssitz |
| Klimowka (Климовка)                   | Wilhelmsrode [Forstkolonie] | Der Ort wurde 1947 umbenannt und vor 1975 verlassen. |
| Krasnoje (Крaсное)                    | Agilla, 1938–1945: „Haffwerder“ | Der Ort wurde 1947 umbenannt und war zunächst in den Dorfsowjet Iljitschowski eingeordnet.                                                                        |
| Lesnoje (Лесное)                      | Florweg [Forsthaus] | Der Ort wurde 1947 umbenannt und war zunächst in den Dorfsowjet Iljitschowski eingeordnet. Er verlor vor 1975 seine Eigenständigkeit.                             |
| Lossowaja (Лозовая)                   | Franzrode | Der Ort wurde 1947 umbenannt und vor 1975 verlassen. |
| Malaja Matrossowka (Малая Матросовка) | zu Nemonien, 1938–1945: „zu Elchwerder“ | Der Ort wurde 1947 umbenannt und war zunächst in den Dorfsowjet Saliwenski im Rajon Slawsk eingeordnet.                                                           |
| Matrossowo (Матросово)                | Gilge | Der Ort wurde 1947 umbenannt und war zunächst in den Dorfsowjet Saliwenski im Rajon Slawsk eingeordnet.                                                           |
| Otkrytoje (Открытое)                  | Rinderort | Der Ort wurde 1947 umbenannt und war zunächst in den Dorfsowjet Mordowski eingeordnet. Er wurde vermutlich vor 1975 an den Ort Saliwino angeschlossen.            |
| Priretschnoje (Приречное)             | Wilhelmswerder | Der Ort wurde 1947 umbenannt und war zunächst in den Dorfsowjet Iljitschowski eingeordnet. Er wurde vor 1975 verlassen.                                           |
| Rasino (Рaзино)                       | Juwendt, 1938–1945: „Möwenort“, (Alt) Heidendorf und Neu Heidendorf | Der Ort wurde 1947 umbenannt. |
| Saliwino (Заливино)                   | Labagienen, 1938–1945: „Haffwinkel“ | Der Ort wurde 1947 umbenannt und war zunächst in den Dorfsowjet Mordowski eingeordnet.                                                                            |
| Schewtschenko (Шевченко)              | Klein Reikeningken, 1938–1945: „Kleinreiken“ | Der Ort wurde 1950 umbenannt und war zunächst in den Dorfsowjet Mordowski eingeordnet. Er wurde vermutlich vor 1969 an den Ort Saliwino angeschlossen.            |
| Tarassowka (Тaрaсовкa)                | Eversdorf [Kolonie], Alt Sussemilken, 1938–1945: „Friedrichsrode“, Neu Sussemilken, 1938–1945: „Neu Friedrichsrode“, und Sussemilken [Forsthaus], 1938–1945: „Friedrichsrode [Forsthaus]“ | Der Ort wurde 1947 umbenannt und vor 1988 verlassen. |
| Uglowoje (Угловое)                    | Schwallenberg | Der Ort wurde 1947 umbenannt und war zunächst in den Dorfsowjet Iljitschowski eingeordnet. Er wurde vor 1975 verlassen.                                           |
| Wschody (Всходы)                      | Groß Reikeninken, 1938–1945: „Reiken“ | Der Ort würde 1950 umbenannt und war zunächst in den Dorfsowjet Mordowski eingeordnet. Später gelangte er unter dem Namen Podsobny in den Dorfsowjet Tjuleninski. |

### Golowkinskoje selskoje posselenije 2008–2016

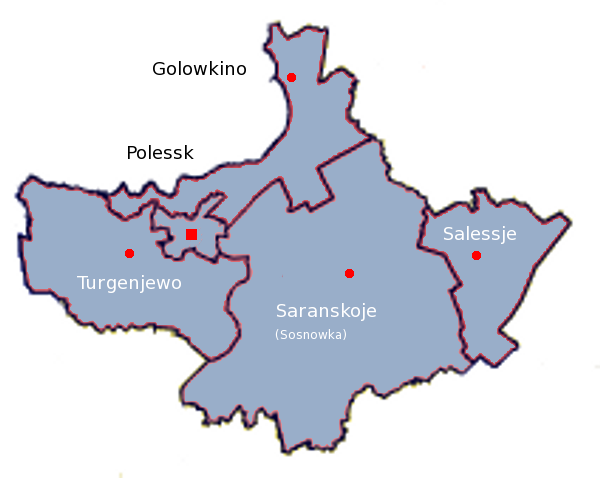
Die Lage der Landgemeinde Golowkinskoje selskoje posselenije im Nordwesten des Rajons Polessk

Die Landgemeinde Golowkinskoje selskoje posselenije (ru. Головкинское сельское поселение) wurde im Jahr 2008 eingerichtet. Sie lag im Nordwesten des Rajons Polessk unmittelbar am Kurischen Haff und umfasste einen 122,5 km² großen Landstreifen zwischen den Flussmündungen der Deime (russisch: Deima) und des Gilgestroms (Matrossowka). Zum Gemeindegebiet gehörten sieben jeweils „Siedlung“ (russisch: possjolok) genannte Ortschaften, die vorher zum Dorfbezirk Golowinski selski okrug und in einem Fall (Belomorskoje) zum Saranski selski okrug gehörten. Im Jahr 2017 ging die Gemeinde im neu gebildeten Stadtkreis Polessk auf.
| Ortsname                              | deutscher Name                                                     |
| ------------------------------------- | ------------------------------------------------------------------ |
| Belomorskoje (Беломорское)            | Groß Friedrichsgraben I/Hindenburg                                 |
| Golowkino (Головкино)                 | Nemonien/Elchwerder                                                |
| Krasnoje (Красное)                    | Agilla/Haffwerder                                                  |
| Malaja Matrossowka (Малая Матросовка) | zu Nemonien/zu Elchwerder                                          |
| Matrossowo (Матросово)                | Gilge                                                              |
| Rasino (Разино)                       | (Alt) Heidendorf und Juwendt/Möwenort                              |
| Saliwino (Заливино)                   | Labagienen/Haffwinkel, Rinderort und Klein Reikeninken/Kleinreiken |

## Kirche

### Evangelisch
Mit seinen fast ausnahmslos evangelischen Einwohnern war Nemonien resp. Elchwerder bis 1945 in das Kirchspiel der Kirche Gilge eingepfarrt. Es gehörte zum Kirchenkreis Labiau in der Kirchenprovinz Ostpreußen der Kirche der Altpreußischen Union. Zwischen 1945 und den 1990er Jahren kam das kirchliche Leben in Golowkino zum Erliegen. Erst dann bildete sich – vornehmlich aus Russlanddeutschen – eine neue evangelisch-lutherische Gemeinde in Golowkino. Sie gehört zur Kirchenregion der Auferstehungskirche in Kaliningrad (Königsberg) in der Propstei Kaliningrad der Evangelisch-lutherischen Kirche Europäisches Russland.

### Altlutherisch
In Nemonien hatte sich zu Beginn des 19. Jahrhunderts eine Gemeinde der Altlutheraner gebildet, die bis 1945 bestand. Sie gehörte zum Pfarrbezirk Tilsit-Insterburg in der Superintendentur Marienwerder (heute polnisch: Kwidzyn), ab 1920 in Stolp (Słupsk). Von den Kirchenbüchern haben sich provisorische Aufzeichnungen erhalten: Taufen 1853 bis 1903, Trauungen 1853 bis 1907 und Begräbnisse 1855 bis 1862, die im Evangelischen Zentralarchiv in Berlin-Kreuzberg verwahrt werden.